# Duitse Sturmgeschützen in Noord-Afrika
De Sturmgeschütz (gemechaniseerd kanon), en dan met name de Sturmgeschütz III (StuG III), was een van de meest voorkomende Duitse pantservoertuigen uit de Tweede Wereldoorlog. Totaal werden ver over de 10.000 van deze voertuigen geproduceerd. Opvallend is het daarom dat er slechts een handvol (zeven!) ingezet werden in de Noord-Afrikaanse Veldtocht.

## Eerste inzet

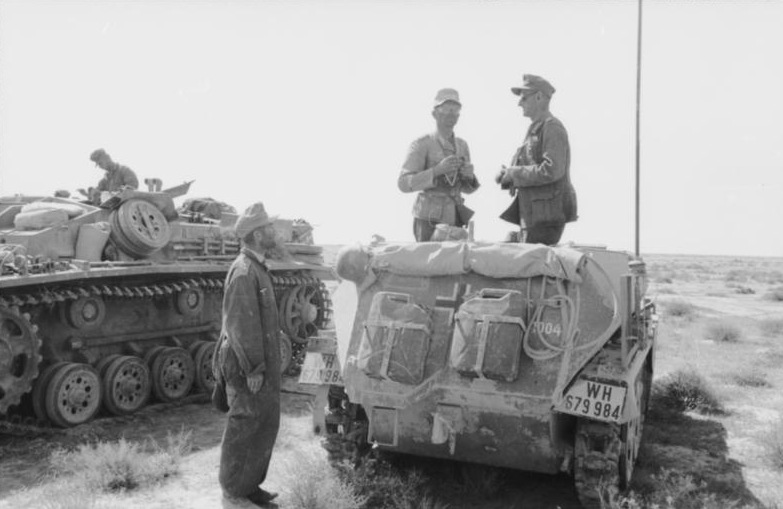
StuG samen met een halfrupsvoertuig in de woestijn

Er waren twee eenheden die StuG III's in Noord-Afrika hebben ingezet. De eerste was Sonderverband 288 met een peloton van StuG III’s in de 5e (antitank) compagnie. De eenheid werd opgericht op 1 juli 1941 in Potsdam en was oorspronkelijk bedoeld om in Irak te opereren, maar werd in plaats daarvan rechtstreeks toegewezen aan Pantserleger Afrika. De eenheid beschikte over vier StuG III's. Dit waren Ausf. C/D’s, die gemodificeerd waren voor dienst in de tropen. Bij verscheping in de haven van Piraeus viel een van de StuG’s van de kade en ging verloren. De drie Stug’s kwamen aan met drie schepen op drie verschillende data, allen in Tripoli. De eerste kwam aan op 20 februari 1942 met de Luciano Manara, de tweede op 8 maart 1942 met de Reichenfels en de derde op 26 maart 1942 met de Wachtfels. Na aankomst in Libië, ging in april een van de voertuigen al snel verloren bij een verkenning en deze viel in handen van Britse troepen. Voor de Slag bij Gazala werden de twee overgebleven voertuigen onderdeel van Kampfgruppe Hecker, die op de tweede dag van de operatie (27 mei 1942) een amfibische landing zou uitvoeren achter de Britse linies. Deze operatie werd echter afgelast. De twee StuG’s bleven in actie tot en met de slagen bij El Alamein. Op de terugtocht, in november 1942, kwam een van deze zonder brandstof te staan op de kustweg vlak voor Tobroek en moest achtergelaten worden. De laatste trok helemaal terug naar Tunesië en gaf zich daar uiteindelijk over in mei 1943.

## Tweede inzet
De tweede eenheid die met StuG III's naar Noord-Afrika werd gestuurd, was de 1e batterij van Sturmgeschütz-Brigade 242. Deze StuG-Brigade 242 werd op 1 november 1942 gevormd bij Jüterbog en was bedoeld om in te zetten in Noord-Afrika als steun aan Rommel, die om een aanvalseenheid had verzocht om zijn infanterie in aanval te leiden. Eind oktober 1942 werden de 2e en 3e batterij van de brigade naar het oostfront gestuurd. De 1e batterij werd daarop zelfstandig naar Noord-Afrika getransporteerd. De batterij, onder commando van Hauptmann Ernst Benz, was uitgerust met zes StuG III Ausf F/8's. Per spoor werd de batterij via de Brennerpas naar Napels vervoerd, waar ze vervolgens werden overgebracht met veerboten naar Sicilië. Vervolgens marcheerden ze over land naar het westen van Sicilië en kwamen ze aan in Trapani, waar de batterij aan boord van schepen werden gebracht voor transport naar Tunis. Tijdens dit zeetransport van Sicilië naar Noord-Afrika werden de schepen aangevallen door geallieerde jachtbommenwerpers en gingen o.a. twee van de zes StuG III's verloren in zee.
Bij aankomst werd de batterij toegevoegd aan de 10e Pantserdivisie als de 13e Batterij van Panzer-Artillerie-Regiment 90. Op 30 april 1943 werd de batterij ten slotte officieel omgedoopt tot Sturmgeschütz-Batterij 90. Ze ondersteunden ook Fallschirmjäger-Brigade Ramcke en vervolgens Fallschirmjäger-Regiment (Mot) Barenthin, terwijl ze tot het einde vochten in Tunesië. Op 11 mei 1943 gaven de overblijfselen van de batterij zich over aan de Britten op het schiereiland Kaap Bon.

## Conclusie
In totaal vochten dus zeven StuG III's (drie Ausf-C/D's en vier F/8's) in Noord-Afrika. Er werden nooit vervangingsexemplaren gestuurd en natuurlijk gingen alle zeven verloren.